# 一条村
一条村（いちじょうむら）は、かつて山形県飽海郡にあった村。

## 沿革
- 1889年（明治22年）4月1日 - 町村制施行に伴い飽海郡市条村、法連寺村、政所村、大島田村、岡島田村、前川村、南平沢村、北平沢村、寺田村が合併し、一条村が発足。
- 1919年（大正8年）5月1日 - 北平田村、上田村、本楯村との境界変更[1]。
- 1920年（大正9年）2月17日 - 北平田村、中平田村、東平田村との境界変更[2]。
- 1947年（昭和22年）8月15日 - 村に昭和天皇の戦後巡幸。指導農場などを視察した[3]。
- 1954年（昭和29年）10月1日 - 飽海郡観音寺村、大沢村、日向村と合併し、町制施行して八幡町となり消滅。